# RIT-10
RIT-10はEADS アストリアム（旧ダイムラー・クライスラー・アエロスペース：DASA）が製造するイオンエンジンである。

## 概要
ドイツのギーセン大学がARTEMISで使用するために開発したRITA-10を基にした高周波放電型のイオンエンジンで、主に静止衛星の南北制御用に用いられる。「RIT」は Radio-frequency Ion Thruster の略。

## 仕様
- 推進剤：キセノン（地上試験モデルでは水銀も使用）
- 推力：0.3 - 41 mN可変（名目上15 mN）
- 比推力：2,500 s - 3,700 s可変（名目上3,300 s）
- チャンバ口径：100 mm
- イオンビーム口径：90 mm
- ビーム加速電圧：1.0 - 1.5 kV
- 推力発生時消費電力：459 W
- スラスタ部重量：1.8 kg
- 寿命：20,000時間

## 採用宇宙機
- EURECA - 再使用型宇宙実験衛星。71ある実験機の1つとして搭載され、5 - 10 mNで240時間の動作確認を行った。
- ARTEMIS - 光通信実証衛星。南北制御用に搭載。アリアン5の不具合によって低高度に投入されたが、18か月かけ静止軌道に到達。

## 関連事項
- 電気推進
- ダイムラー
- エアバス・グループ
- 欧州宇宙機関 (ESA)